# ایوشام
latitudeایوشامlongitudeایوشام
ایوشام (به انگلیسی: Evesham) یک شهرک در بریتانیا است که در انگلستان واقع شده‌است.

## خصوصیات
ایوشام ۲۲٬۰۴ نفر جمعیت دارد.